# 朴葳 (潜水艦)
朴葳（パク・ウィ、日本語読み：ぼく い、朝鮮語：박위、ラテン文字：Pak Ui, SS-065）は、大韓民国海軍の潜水艦。張保皐級潜水艦の4番艦。艦名は高麗末期の武将朴葳に由来する。

## 艦歴
「朴葳」は、大宇重工業玉浦造船所で建造され　1995年6月に就役し、鎮海に所在する第9戦団に配備される。